# Anthracokeryx
L'antracocherice (gen. Anthracokeryx) è un mammifero artiodattilo estinto, appartenente agli antracoteriidi. Visse nell'Eocene superiore (circa 38 - 34 milioni di anni fa) e i suoi resti fossili sono stati ritrovati in Asia.

## Descrizione
Questo animale, della taglia simile a quella di un maiale, era dotato di un cranio alto e stretto nella zona delle ossa parietali, e di un muso molto allungato e sottile. La mandibola era dotata di una sinfisi molto lunga, almeno fino al terzo premolare inferiore. I molari erano piuttosto simili a quelli di Anthracotherium, con un parastilo moderato e un mesostilo basso, ma i premolari erano più lunghi e meno massicci. Il terzo premolare superiore era dotato di un tallone mediano. I canini superiori erano robusti, con una radice profonda, compressi trasversalmente. Gli incisivi, invece, erano piuttosto piccoli e di forma conica.
In generale, lo scheletro di Anthracokeryx ricordava quello di Anthracotherium e di Elomeryx, ma con alcuni tratti più primitivi, come l'ulna più massiccia con un olecrano verticale.

## Classificazione
Anthracokeryx venne descritto per la prima volta nel 1916 da Pilgrim e Cotter, sulla base di resti fossili ritrovati in Myanmar. Oltre alla specie tipo (Anthracokeryx birmanicus), a questo genere sono state ascritte altre specie provenienti ancora da Myanmar (A. ulnifer), dalla Cina (A. dawsoni, A. litangensis) e dal Vietnam (A. naduongensis). 
Anthracokeryx è stato a lungo considerato come un rappresentante basale del gruppo degli antracoteriidi, una famiglia di artiodattili affini agli ippopotami; alcuni studiosi lo hanno addirittura ritenuto un sinonimo di Anthracotherium (Tsubamoto et al., 2002) sulla base di somiglianze nella dentatura, ma la maggior parte degli studiosi ritiene che Anthracokeryx possa rappresentare un genere distinto, affine al ben noto Microbunodon (Lihoreau e Ducrocq, 2007; Ducrocq et al., 2015; Averianov et al., 2017).